# Оливия Сэйнт
Оли́вия Сэйнт (англ. Olivia Saint, настоящее имя Кимберли Джо Энн Сиск (англ. Kimberly Jo Anne Sisk); род. 11 ноября 1979, Сан-Диего, Калифорния) — бывшая американская порноактриса, лауреатка XRCO Award.

## Биография
Оливия родилась 11 ноября 1979 года в Сан-Диего, США. Дебютировала в порноиндустрии в 2000 году. Снималась для таких студий, как Adam & Eve, Anabolic Video, Devil’s Film, Elegant Angel, Jill Kelly Productions, Kick Ass Pictures, Metro, Sin City, VCA, Vivid и других.
В 2003 году была номинирована на AVN Awards в категориях «лучшая исполнительница года» и «лучшая сцена орального секса — видео». В 2004 году получила XRCO Award в номинации «невоспетая сирена года». В 2006 году была номинирована в категориях «лучшая актриса — видео» и «лучшая групповая сцена — видео».
Сэйнт ушла из индустрии в 2017 году, снявшись в 391 фильме.

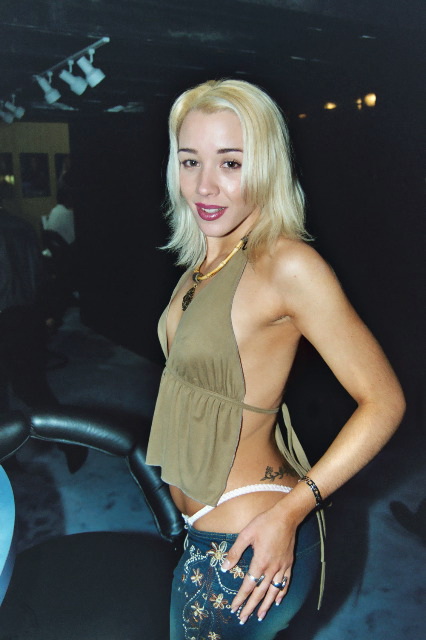

## Награды и номинации
| Год  | Церемония  | Результат | Номинация | Работа                                     |
| ---- | ---------- | --------- | --- | ------------------------------------------ |
| 2003 | AVN Awards | Номинация | Лучшая исполнительница года | н/д                                        |
| 2003 | AVN Awards | Номинация | Лучшая сцена орального секса — видео (вместе с Мэйсон, Gino Greco и Кайлом Стоуном)                                                | Lady Fellatio 2: Desperately Seeking Semen |
| 2003 | XRCO Award | Победа    | Невоспетая сирена | н/д                                        |
| 2004 | AVN Award  | Номинация | Лучшая групповая сцена — видео (вместе с Тайсом Буне, Энтони Хардвудом, Стив Холмс, Ником Мэннингом, Диком Трейси и Джоном Вестом) | The Anal Destruction of Olivia Saint       |
| 2006 | AVN Award  | Номинация | Лучшая актриса — видео | Contract Girl                              |

## Избранная фильмография
- Contract Girl
- Lady Fellatio 2: Desperately Seeking Semen
- The Anal Destruction of Olivia Saint